# شرف‌الدین رضای سبزواری
شرف‌الدین رضای سبزواری (درگذشتهٔ ۸۵۶ هجری) شاعر ایرانی در سدهٔ نهم هجری است. او از سادات سبزوار یا اصفهان بود. شعرهایش بیشتر در قالب غزل است.
به نقل محمود بیهقی از کتاب گلزار جاویدان: مردی صاحب حسب و نسب بوده، طبعی لطیف و افعال و اشعاری دلپذیر داشته است و به عهد سربداران و آخرین پادشاه رسمی آن خاندان (خواجه علی مؤید) آباء و اجداد او، وزراء بوده‌اند و به عهد خاقان کبیر، شاهرخ منصب مقدمی و پیشوایی (حکومت و کلانتری) ناحیت سبزوار را که از اعاظم نواحی خراسان می‌باشد. همچنین وی ادامه می‌دهد: و کلاً از مطالعه این کتاب و سایر منابع، چنین برداشت می‌شود که سیدی شریف از سادات خاندان عریضی که از خاندان‌های بزرگ سبزواری بوده‌اند، می‌باشد و سرانجام در عهد حکمرانی امیر بابا حسین یا (امیر بابا حسن) قوچین که نتوانست مبلغ تحمیلی وی را بپردازد در ۸۵۶ ه.ق کشته شده است. دیوان وی را سهند آقایی تصحیح کرده است و بر آن مقدمه نوشته است.